# Опочно (гмина)
Опочно (пол. Opoczno) — гмина (волость) в Польше, входит как административная единица в Опочненский повет, Лодзинское воеводство. Население — 35 383 человека (на 2004 год).

## Сельские округа
1. Адамув
2. Антонюв
3. Белёвице
4. Бжустувек
5. Буковец-Опочиньски
6. Воля-Заленжна
7. Вулька-Карвицка
8. Выгнанув
9. Дзельна
10. Зембув
11. Карвице
12. Клины
13. Красница
14. Крашкув
15. Крушевец
16. Крушевец-Колёня
17. Либишув
18. Либишув-Колёня
19. Мендзыбуж
20. Моджев
21. Моджевек
22. Мрочкув-Госцинны
23. Мрочкув-Дужы
24. Огоновице
25. Острув
26. Ружанна
27. Селец
28. Ситова
29. Собавины
30. Солек
31. Стужно
32. Стужно-Колёня
33. Янув-Карвицки
34. Янушевице

## Соседние гмины
1. Гмина Бялачув
2. Гмина Джевица
3. Гмина Гельнюв
4. Гмина Говарчув
5. Гмина Иновлудз
6. Гмина Посвентне
7. Гмина Славно